# Thelenella cinerascens
Thelenella cinerascens är en lavart som först beskrevs av Vain., och fick sitt nu gällande namn av R. C. Harris. Thelenella cinerascens ingår i släktet Thelenella och familjen Thelenellaceae.   Inga underarter finns listade i Catalogue of Life.